# 大島站 (佐賀縣)
大島站（日语：／ Ōshima eki */?）是位於佐賀縣唐津市，曾經是日本國有鐵道（國鐵）唐津線（貨物支線）的貨運車站，現時已廢站。

## 歷史
- 1898年12月1日：九州鐵道開設此站[1]。
- 1907年7月1日：九州鐵道被國有化（日语：鉄道国有法）[1]。
- 1982年11月15日：隨著貨物支線廢線，此站也變為廢站[2]。

## 現況
在唐津東港渡輪碼頭前部分車站遺址變為公園暨港交流館「港綠洲唐津」（みなとオアシスからつ）。該處敷設了1條軌道，設置了彷製月台和站名牌。但是該路軌不是反映當時的走線。而路軌與鋪路石都是由高千穗鐵道和熊本市電所轉贈。

## 相鄰車站
日本國有鐵道（國鐵）
唐津線（貨物支線）
西唐津－（貨）大島